# 雨點
《雨點》（英語：Rain）是英国摇滚乐队甲壳虫乐队的一首歌曲，于1966年5月30日作为他们单曲《紙背作家》（Paperback Writer）的B面发行。这两首歌都是在《左轮手枪》录制期间录制的，尽管它们都没有出现在该专辑中。《雨點》由约翰·列侬创作，归功于列侬与麦卡特尼的合作。他将其含义描述为“关于人们一直在抱怨天气”。
这首歌的录音包含放慢节奏的曲目、嗡嗡作响的低音线和倒放的人声。它的发行标志着流行歌曲中首次出现颠倒的声音，尽管甲壳虫乐队在几天前录制的《左轮手枪》曲目“Tomorrow Never Knows”中使用了相同的技术。林格·斯塔认为《雨點》是他录制的最好的鼓演奏。为这首歌制作了三部宣传片，它们被认为是音乐视频的早期先驱。